# Ботники
Бо́тники (рос. Ботники) — присілок у складі Ісетського району Тюменської області, Росія.
Населення — 148 осіб (2010, 161 у 2002).
Національний склад станом на 2002 рік:
- росіяни — 71 %